# 4-я ударная авиационная группа
4-я ударная авиационная группа — оперативная авиационная группа в Великой Отечественной войне, созданная для решения оперативных (оперативно-тактических) задач самостоятельно и в составе фронтов во взаимодействии с войсками (силами) и средствами других видов вооруженных сил (родов войск (сил)) в операциях сухопутных войск и военно-морских сил.

## Наименование

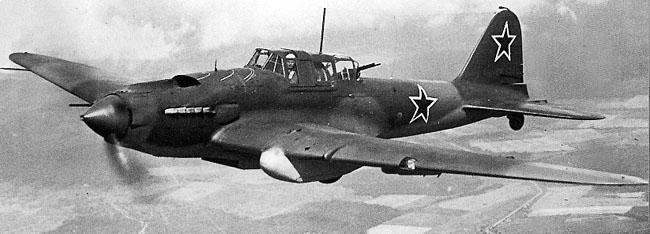
самолет группы Ил-2

- 4-я ударная авиационная группа

## Создание группы
4-я ударная авиационная группа сформирована 19 марта 1942 года на основании Приказа ГК ВВС КА от 16 марта 1942 года.

## Переформирование группы
4-я ударная группа 9 мая 1942 года Приказом НКО была обращена на формирование 1-й воздушной армии.

## В действующей армии
В составе действующей армии:
- с 18 марта 1942 года по 9 мая 1942 года.

## В составе соединений и объединений
| Период        | Фронт (округ) | армия                           | примечание                                    |
| ------------- | ------------- | ------------------------------- | --------------------------------------------- |
| 18.03.1942 г. | Ставка ВГК    | Ударные авиационные группы СВГК |                                               |
| 18.03.1942 г. | Ставка ВГК    | Ударные авиационные группы СВГК | в оперативном подчинении ВВС Западного фронта |
| 09.05.1942 г. | Ставка ВГК    | Ударные авиационные группы СВГК | переформирована                               |

## Состав
| Период                        | Части                                           | Примечание                                                                       |
| ----------------------------- | ----------------------------------------------- | -------------------------------------------------------------------------------- |
| 29.03.1942 г. — 05.05.1942 г. | 510-й истребительный авиационный полк           | ЛаГГ-3, переформирован в 510-й сап с подчинением ВВС 49-й армии Западного фронта |
| 27.03.1942 г. — 10.05.1942 г. | 745-й истребительный авиационный полк           | ЛаГГ-3, переформирован в 745-й сап с подчинением ВВС 50-й армии Западного фронта |
| 18.03.1942 г. — 09.05.1942 г. | 198-й штурмовой авиационный полк                | Ил-2                                                                             |
| 18.03.1942 г. — 09.05.1942 г. | 566-й штурмовой авиационный полк                | Ил-2                                                                             |
| 24.03.1942 г. — 09.05.1942 г. | 820-й дальний бомбардировочный авиационный полк |                                                                                  |
| 07.04.1942 г. — 09.05.1942 г. | 643-й легкий бомбардировочный авиационный полк  |                                                                                  |

## Участие в операциях и битвах

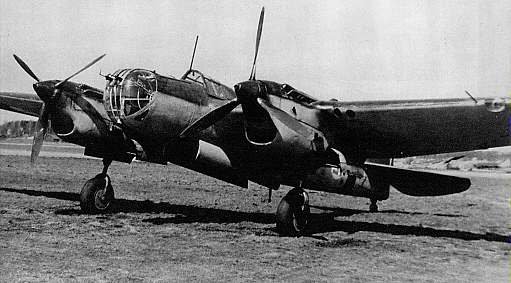
Самолет группы СБ

- Ржевско-Вяземская операция – с 18 марта 1942 года по 20 апреля 1942 года.

## Отличившиеся воины
- Бондаренко Михаил Захарович, старший лейтенант, командир эскадрильи 198-го штурмового авиационного полка 4-й ударной авиационной группы Ставки Верховного Главнокомандования Указом Президиума Верховного Совета СССР от 6 июня 1942 года удостоен звания Герой Советского Союза. Золотая Звезда № 581.